# Линник Юрій Володимирович
Ю́рій Володи́мирович Ли́нник (* 26 грудня 1914 (8 січня 1915), Біла Церква, Київська губернія — † 30 червня 1972, Ленінград) — радянський математик в області теорії ймовірності, теорії чисел, статистики.
Академік АН СРСР (1964). Син академіка В. П. Линника.

## Біографія
Здобув освіту та працював у Ленінградському університеті та інституті математики. Основні результати стосуються теорії чисел та теорії ймовірностей, де ним створені потужні методи дослідження адитивних проблем у теорії чисел, теорії перевірки складних гіпотез, граничних теорем та ін. Випустив серію монографій, присвячених згаданим питанням.
Учасник Великої Вітчизняної війни в 1941—1942 роках.
Похований в 1972 році на кладовищі в Комарово.

## Нагороди та звання
- Лауреат Сталінської премії другого ступеня (1947)
- Лауреат Ленінської премії (1970)
- Герой Соціалістичної Праці (1969)
- Нагороджений орденами і медалями
- Член Міжнародного статистичного інституту (1961)
- Почесний член Лондонського математичного товариства (1967)
- Іноземний член Шведської королівської академії наук (1971)

## Результати
- Теорема Линника про розклад згортки нормального розподілу та розподілу Пуассона